# Rechberg
Rechberg è un comune austriaco di 963 abitanti nel distretto di Perg, in Alta Austria.